# Aleksandra Bukowska-McCabe
Aleksandra Bukowska-McCabe (ur. 1977 w Warszawie) – polska dyplomatka, Przedstawicielka RP przy Palestyńskiej Władzy Narodowej (2014–2019), ambasador RP w Libanie (od 2025).

## Życiorys
Z wyróżnieniem ukończyła hebraistykę w Instytucie Orientalistycznym Uniwersytetu Warszawskiego (2002). W 2008 obroniła tamże doktorat z literaturoznawstwa na podstawie rozprawy Falaszowie – czarni Żydzi z Etiopii. Obraz imigrantów etiopskich w świetle współczesnego piśmiennictwa izraelskiego (promotor: Stanisław Piłaszewicz).
Po ukończeniu Akademii Dyplomatycznej, w 2004 rozpoczęła pracę w Departamencie Afryki i Bliskiego Wschodu Ministerstwa Spraw Zagranicznych Od 2005 do 2010 była I sekretarz ambasady RP w Tel Awiwie. Następnie do 2014 w stopniu radcy kierowała referatem ds. relacji dwustronnych z Izraelem w MSZ. Od lutego 2014 do 31 lipca 2019 była Przedstawicielką RP przy Palestyńskiej Władzy Narodowej. Od września 2021 do lutego 2023 doradczyni Specjalnego Wysłannika UE ds. Procesu Pokojowego, S. Koopmansa. Od 25 lutego 2023 zastępczyni dyrektora Departamentu Afryki i Bliskiego Wschodu MSZ, w tym od 3 października 2023 do grudnia 2023 p.o. dyrektora DABW. W 2024 objęła kierownictwo Ambasady RP w Bejrucie jako chargé d’affaires, a od kwietnia 2025 jako ambasador. 
W 2019 uhonorowana przez prezydenta Mahmuda Abbasa Gwiazdą Orderu Jerozolimy. Od Kustosza Ziemi Świętej otrzymała medal za zasługi na rzecz miejsc świętych w Jerozolimie. 
Zna język angielski, hebrajski oraz francuski.  
Mężatka, jeden syn.